# Comtat de Barcelona
El Comtat de Barcelona fou un dels comtats que els francs de l'Imperi Carolingi erigiren al segle ix sobre l'antiga Gòtia després de conquerir aquest territori als sarraïns (752-801). A més de Barcelona i la seva rodalia, aquest comtat comprenia també el territori de Terrassa, el Vallès, la majoria del Maresme i el Penedès.

## Orígens
Els orígens del comtat de Barcelona es remunten a divisions territorials d'època visigòtica i a l'annexió de l'anterior comtat de Sabadell, que era molt mes important, que ja venien del Baix Imperi Romà. Com a territori de la Marca, el Comtat de Barcelona fou fronterer amb l'Àndalus. De 801 a 865 el comtat de Barcelona va ser un dels dominis del marquès de Septimània. El 865 Carles el Calb es divideix en dos el marquesat de Septimània (capital a Narbona) i el marquesat de Gòtia (capital a Barcelona). Va nomenar comte de Barcelona a Bernat de Gòtia. El comtat de Barcelona feu arribar fins a l'Arc de Berà, però aviat retrocedí cap al riu Llobregat, d'on no es mogué durant tots els segles IX i X.

## El domini franc (segleix)
El domini franc fou efectiu al comtat de Barcelona durant gairebé tot el segle ix. En aquest període els comtes eren funcionaris que el rei nomenava i destituïa al seu gust. Després de la mort de Lluís el Tartamut el 879, el poder carolingi es descompongué i a Barcelona, com a tot arreu de l'antic Imperi Carolingi, els comtes esdevingueren petits sobirans hereditaris. Així, el 897, a la mort de Guifré el Pilós, nomenat comte de Barcelona per Lluís el Tartamut el 878, el comtat passà als seus fills Guifré Borrell (897-911) i Sunyer (911-948) sense que el rei hi intervingués per a res.
En el moment que en fou nomenat comte Guifré el Pilós, el comtat de Barcelona limitava al sud amb el mar, al nord-oest amb el Comtat de Girona, i el Comtat d'Osona. Més enllà del riu Llobregat, al Penedès, era terra de ningú, gairebé despoblada i sempre exposada a atacs i contraatacs tant des de la banda cristiana com de la musulmana. Durant el govern de Guifré, el comtat de Barcelona reprengué els seus límits antics amb la conquesta del Montcau -Sant Llorenç del Munt i de Montserrat, així com d'una petita part del Penedès, que continuava sent la vertadera marca (frontera amb l'islam) del comtat. Tanmateix, arran de la ràtzia de 897, en què hi fou mort el mateix Guifré, el Vallès va quedar pràcticament despoblat.

## La unió amb Girona i Osona
L'any 870, Guifré el Pilós havia estat investit comte d'Urgell i Cerdanya; el 878 rebé el nomenament de comte de Barcelona i Girona i, durant el seu govern, organitzà la repoblació de la zona central, creant-hi el comtat d'Osona i el bisbat de Vic. A la seva mort (897), els seus fills regiren conjuntament tots aquests comtats fins que, al final, acabaren repartint-se l'herència. A Guifré Borrell li correspongueren els comtats de Barcelona, Girona i Osona que quan va morir el 911 passaren al seu germà petit Sunyer. Des de llavors, els comtats de Barcelona, Girona i Osona es mantingueren units sota el govern d'un mateix comte i formaren un nucli territorial que només es fragmentà, momentàniament, arran de la successió del comte Berenguer Ramon I (1017-1035), que separà el Comtat d'Osona dels altres dos i constituí l'extrem meridional del comtat de Barcelona en Comtat del Penedès. Tanmateix, Ramon Berenguer I (1035-1076), fill i successor de Berenguer Ramon I, aconseguí reunir de nou sota el seu domini la totalitat del nucli Barcelona-Girona-Osona.

## L'evolució del comtat als seglesxixi
A principis del segle X, la repoblació de Cervelló (904) va significar l'inici de l'expansió més enllà del Llobregat. També es repoblà el triangle del Vallès, format pel Congost (899), l'Ametlla (932), la Roca (932) i Vilamajor (930-935). Al Penedès, arran d'una expedició dirigida pel comte Sunyer el 936-937 que arribà fins al Gaià, s'aconseguí fortificar l'antiga ciutat d'Olèrdola, Castellví de la Marca, l'enclavament de Santa Oliva i el de Queralt. A partir d'aleshores, el comtat de Barcelona disposà d'una zona d'expansió cap al sud-oest i Tarragona, mentre que el Comtat d'Osona tenia com a àrea d'expansió la Conca d'Òdena i la Segarra. Per tal de consolidar les noves fronteres ponentines, es construïren tota una sèrie de castells entre l'Anoia i el Gaià: Montmell (974), Cabra (980), Querol, Pinyana, Montagut i Font-rubí (abans del 990). D'altra banda, el comte Borrell II (948-992) establí contactes diplomàtics amb el Califat de Còrdova. Ara bé, tot això no va impedir que el 985 una ràtzia dirigida per al-Mansur culminés amb el saqueig de Barcelona pels àrabs. El darrer terç del segle x fou al comtat de Barcelona una època d'eufòria econòmica, marcada per l'arribada d'or d'al-Àndalus. Per això, les conseqüències de la desfeta del 985 es pogueren superar aviat. A principis del segle xi, la crisi i descomposició del califat de Còrdova va permetre al comte Ramon Borrell (992-1017) dirigir una expedició contra Còrdova, que es dugué a terme l'any 1010. En 1012, Ramon Borrell conquereix el Penedès, que es repoblà de nou, i es consolidaren les fronteres dels comtats: la Conca de Barberà i part del Camp de Tarragona.

## La revolució feudal
A la mort de Ramon Borrell (1017), els comtats de Barcelona, Girona i Osona passaren en cogovern a la seva vídua Ermessenda (1017-1057) i a llur fill Berenguer Ramon I (1017-1035). Berenguer Ramon I fou un governant feble, que cometé l'error de mantenir la pau amb l'Islam, cosa que contradeia els interessos de molts dels barons establerts al Penedès, desitjosos de la glòria i el botí que només la guerra proporcionava. Ermessenda sí que era una governant capaç, però la seva condició de dona li impedia d'exercir de cabdill militar. Per això, a partir de 1017, el poder comtal va caure en el més absolut dels descrèdits. Aquest afebliment del poder comtal va agreujar-se encara més després de la mort de Berenguer Ramon I (1035), que dividí l'herència entre els seus tres fills, tots ells menors d'edat: Guillem, comte d'Osona, Ramon Berenguer I, comte de Barcelona i Girona, i Sanç, comte del Penedès. Quan a partir de 1041, Ramon Berenguer I va intentar exercir les seves funcions comtals, els barons del Penedès, dirigits per Mir Geribert, iniciaren tota una sèrie de revoltes contínues que no foren dominades fins al 1060. D'altra banda, la renúncia de Sanç al comtat del Penedès (1049) i de Guillem al Comtat d'Osona (1054) permeteren a Ramon Berenguer I reunificar de nou tot el territori de Barcelona-Girona-Osona. A la mort de Ramon Berenguer I (1076) els comtats passaren en cogovern als seus dos fills: Ramon Berenguer II, dit Cap d'Estopes (1076-1082) i Berenguer Ramon II (1076-1097). Sota el seu govern l'expansió territorial arribà fins al Pla d'Urgell per Sidamon, Torregrossa i Maldà i fins a l'Espluga de Francolí per la Conca de Barberà.

## Alseglexii
Ramon Berenguer III (1086-1131) va haver d'enfrontar-se als atacs dels almoràvits, que devastaren el Penedès el 1107 i que atacaren Barcelona el 1115. Finalment, el comte derrotà els almoràvits a la batalla de Corbins (1126).
Arran de l'extinció de les seves dinasties comtals, Ramon Berenguer III va annexionar-se el Comtat de Besalú (1111) i el Comtat de Cerdanya (1118), que passaren a integrar-se al nucli de Barcelona-Girona-Osona. A més, el 1118 Ramon Berenguer III va poder establir un domini sobre Tarragona, restablint-ne la seu metropolitana amb l'arquebisbe Oleguer. Ramon Berenguer IV conquereix la ribera catalana de l'Ebre fins als rius Algars i Matarranya quan ocupa Tortosa el 1148, i en 1149 de camí cap a Lleida ocupa la zona entre Xerta, Gandesa, i la Pobla fins a Faió, en 1152 s'ocupa Miravet; i entre 1157 i 1162 s'ocupa Orta. Es manté una comunitat de musulmans a la ribera de l'Ebre, però els que vivien a l'actual Terra Alta són expulsats, fugen a l'Aragó, o reallotjats a la ribera, i la posterior repoblació d'aquesta zona, denominada actualment Catalunya Nova, per gent originària dels comtats catalans (la Gòtia) va desdibuixar els antics límits comtals i va donar lloc a una nova realitat territorial: Catalunya. Tot i això, comtat de Barcelona fou el nom oficial de Catalunya durant molt de temps, progressivament substituït en la majoria de contextos pel de Principat de Catalunya al segle xiv, el qual reflectia la nova realitat política i territorial administrada per les Corts catalanes.